# Моніка Ковальська
Моніка Яніна Ковальська (пол. Monika Janina Kowalska; нар. 25 серпня 1976, Пйотркув-Трибунальський, Лодзинське воєводство) — польська борчиня вільного стилю, чемпіонка та триразова бронзова призерка чемпіонатів Європи.

## Життєпис
Боротьбою почала займатися з 1995 року. Перший тренер: Марек Мазур.
Наприкінці спортивної кар'єри намагалась кваліфікуватись на Олімпійські ігри 2004 року, до дисциплін яких була вперше включена жіноча боротьба, але безуспішно.
Виступала за борцівський клуб «Wlokniarz» Лодзь. Тренери: Ян Рейковський, Ян Годлевський, Павел Крупинський, Томаш Рибарський.

## Спортивні результати на міжнародних змаганнях

### Виступи на Чемпіонатах світу
| Змагання                        | Збірна | Вагова категорія          | Місце |
| ------------------------------- | ------ | ------------------------- | ----- |
| Чемпіонат світу з боротьби 1996 | Польща | жіноча боротьба, до 75 кг | 5     |
| Чемпіонат світу з боротьби 1997 | Польща | жіноча боротьба, до 75 кг | 11    |
| Чемпіонат світу з боротьби 2001 | Польща | жіноча боротьба, до 68 кг | 9     |

### Виступи на Чемпіонатах Європи
| Змагання                         | Збірна | Вагова категорія          | Місце  |
| -------------------------------- | ------ | ------------------------- | ------ |
| Чемпіонат Європи з боротьби 1996 | Польща | жіноча боротьба, до 75 кг | Бронза |
| Чемпіонат Європи з боротьби 1997 | Польща | жіноча боротьба, до 75 кг | Золото |
| Чемпіонат Європи з боротьби 1998 | Польща | жіноча боротьба, до 75 кг | Бронза |
| Чемпіонат Європи з боротьби 1999 | Польща | жіноча боротьба, до 75 кг | 5      |
| Чемпіонат Європи з боротьби 2001 | Польща | жіноча боротьба, до 68 кг | 7      |
| Чемпіонат Європи з боротьби 2002 | Польща | жіноча боротьба, до 72 кг | 4      |
| Чемпіонат Європи з боротьби 2003 | Польща | жіноча боротьба, до 72 кг | Бронза |

### Виступи на інших змаганнях
| Змагання                                                     | Збірна | Вагова категорія          | Місце  |
| ------------------------------------------------------------ | ------ | ------------------------- | ------ |
| Austrian Ladies Open 2001                                    | Польща | жіноча боротьба, до 68 кг | Срібло |
| Klippan Lady Open 2002                                       | Польща | жіноча боротьба, до 72 кг | Срібло |
| Austrian Ladies Open 2002                                    | Польща | жіноча боротьба, до 72 кг | Срібло |
| Klippan Lady Open 2003                                       | Польща | жіноча боротьба, до 72 кг | Срібло |
| Олімпійський кваліфікаційний турнір з боротьби 2004 (Туніс)  | Польща | жіноча боротьба, до 72 кг | 6      |
| Олімпійський кваліфікаційний турнір з боротьби 2004 (Мадрид) | Польща | жіноча боротьба, до 72 кг | 8      |